# Turrialba (vulcano)

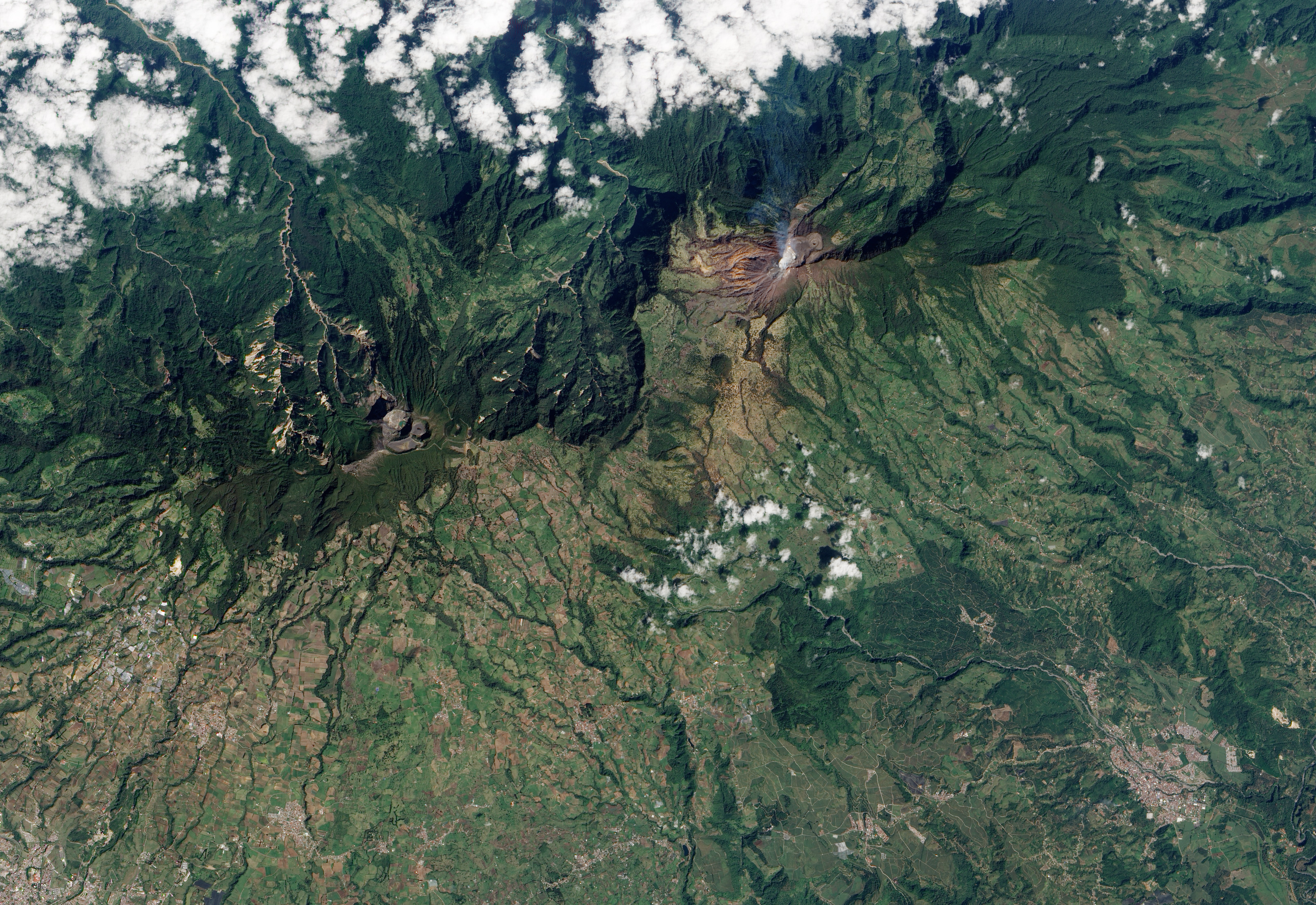
foto satellitare

Il Turrialba è uno stratovulcano attivo della Costa Rica, situato nel cantone che porta il suo stesso nome. La sommità del vulcano è formata da una caldera che contiene tre crateri, di cui uno attivo. Dopo più di un secolo di inattività, nel gennaio del 2001 ha ripreso un'attività che si è protratta con fasi alterne fino ai nostri giorni.
Fa parte dell'Arco vulcanico dell'America centrale.

## Panorama

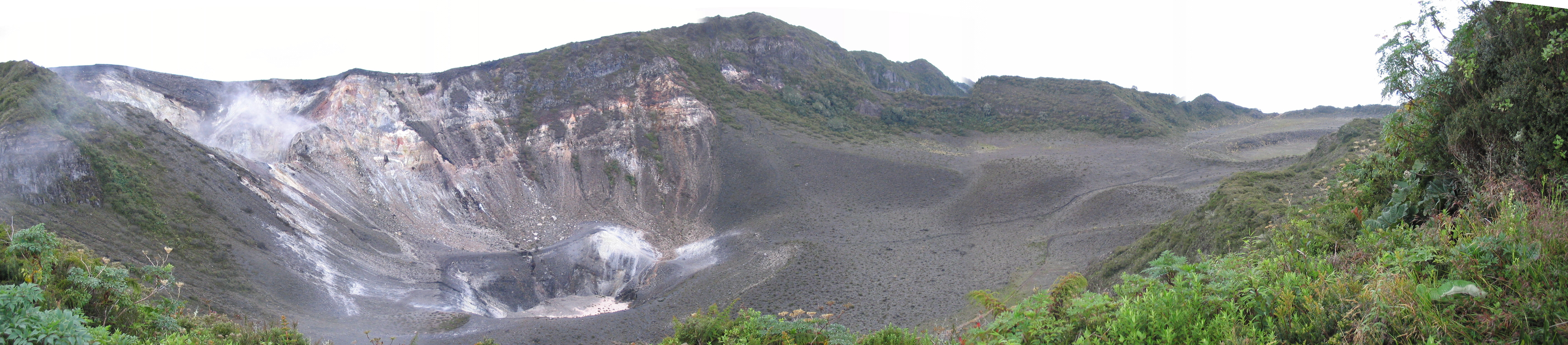
I crateri del vulcano, sulla destra il più antico, sulla sinistra il più recente e attivo